# TreeSize
TreeSize — програма для аналізу використання дисків, розроблена компанією JAM Software. Головна функція — збір та подання інформації про розмір файлів і папок на жорсткому диску. За набором функцій схожа з утилітою du для Unix і Linux, додатково маючи графічний інтерфейс. Підтримуються всі сучасні версії Windows, починаючи з Windows XP. Також доступні спеціальні версії для Windows 95/98/ME и Windows 2000, а також для планшетних комп'ютерів під управлінням Windows 8.

## Функціональність
Дані про розмір файлів і папок показуються у вигляді діаграм, формат яких задається користувачем. Існує можливість збереження зібраних даних у різних форматах. На цей момент підтримуються HTML, XML, текстові файли (англ. plain text), а також таблиці Microsoft Excel. Платні версії утиліти надають можливість пошуку великих, старих і / або тимчасових файлів, а також підтримують мережеві диски. Файли-дублікати можуть виявлятися за допомогою хешування, що використовує алгоритми MD5 або SHA256.

## Історія
Першу версію було розроблено німецьким програмістом Йоахімом Мардер (нім. Joachim Marder) 1996 року. Рік по тому він заснував компанію JAM Software, один з продуктів якої був TreeSize, що випускався в трьох версіях.

## Версії
Існує три версії програмного пакету:
- TreeSize Free 3.4.5[7] — вільна версія
- TreeSize Personal 6.3.6[8] — платна версія з розширеним набором можливостей для приватного користування
- TreeSize Professional 6.3.6[8] — платна версія з розширеним набором можливостей для комерційного використання[9]